# Абрахам, Энди
Э́ндрю «Э́нди» А́брахам (англ. Andrew "Andy" Abraham; род. 16 июля 1964, Лондон) — британский певец, финалист шоу талантов The X Factor в 2005 году, представитель Великобритании на конкурсе песни «Евровидение 2008».

## Биография
Абрахам родился 16 июля 1964 года в Лондоне, является гренадцем по происхождению. До участия в The X Factor работал сборщиком мусора и водителем автобуса. Он имеет двоих детей — дочь Тару и сына Якоба.
За время своей музыкальной карьеры Абрахам выпустил четыре альбома и три сингла, дебютный альбом The Impossible Dream имел статус платинового в Великобритании.
В 2008 году певец был выбран, чтобы представить свою страну на международном песенном конкурсе «Евровидение 2008», проходившем в Белграде, Сербия. Песня «Even If» финишировала последней в финале (получив очки только от Ирландии и Сан-Марино). Эту же позицию с ним разделили польская певица Айсис Джи и немецкая поп-группа No Angels. Также этот результат на конкурсе, вместе с выступлением Jemini в 2003 году и Джоша Дюбови в 2010 году является одним из наихудших выступлений Великобритании на «Евровидении».

## Дискография

### Студийные альбомы
- The Impossible Dream (2006)
- Soul Man (2006)
- Very Best Of (2008)
- Even If (2008)

### Синглы
- Hang Up (2006)
- December Brings Me Back to You (2006)
- Even If (2008)